# Presence
Presence é o sétimo álbum de estúdio da banda britânica de rock Led Zeppelin, lançado pela Swan Song Records em 31 de março de 1976. Ele foi escrito e gravado durante um período tumultuado da história da banda, como vocalista Robert Plant estava se recuperando de ferimentos graves que sofreu em um recente acidente de carro. O álbum recebeu críticas mistas dos críticos e é também o disco com as vendas mais lentas da banda (além do álbum póstumo Coda), só conseguindo alcançar o certificado de platina tripla nos Estados Unidos. No entanto, o guitarrista Jimmy Page descreve Presence como o álbum "mais importante", provando que a banda iria continuar apesar de sua crise.

## Antecedentes
Este álbum foi concebido após o acidente de Robert Plant em Rodes, na Grécia, em 5 de agosto de 1975. Que obrigou a banda a cancelar uma turnê mundial que se iniciaria dia 23 de agosto de 1975. Na época o Led Zeppelin estava no auge de sua popularidade como relembra Plant:
| “ | Eu estava deitado, doente, tentando tirar as baratas da cama, e o cara do meu lado, esse soldado bêbado, começou a cantar "The Ocean" do Houses of the Holy. | ” |

Durante um período em convalescença na ilha de Jersey, e em Malibu, Califórnia, Plant escreveu algumas letras e, quando Jimmy Page juntou-se com ele em Malibu estas composições foram concretizadas. Os dois prepararam material suficiente para os ensaios que começaram em Hollywood, no SIR estúdio, onde John Bonham e John Paul Jones se juntaram a eles. Após um mês de ensaios, o álbum foi gravado no prazo de três semanas no Musicland Studios em Munique, Alemanha, com Plant em uma cadeira de rodas. Esta gravação foi a mais rápida desde Led Zeppelin I, Uma parte da pressa em gravar o álbum se deu pelo fato do Led Zeppelin ter reservado o estúdio antes dos The Rolling Stones, que gravariam o álbum Black and Blue. Após a sua chegada, os Rolling Stones ficaram espantados que o Led Zeppelin havia gravado o álbum em apenas 17 dias. Jimmy Page ficou acordado dois dias para gravar as guitarras e overdubs.
Em uma entrevista ao Guitar World em 1998, Page afirmou que trabalhou uma media de 18 a 20 horas durante a mixagem no Musicland Studios:
| “ | Após a banda terminar a gravação, todas as suas partes, eu e o engenheiro Keith Harwood estávamos apenas começando a mixar. | ” |

O álbum foi concluído em 27 de novembro de 1975. Um dia antes do Dia de Ação de Graças, Page sugeriu chamar o álbum de Thanksgiving (Dia de Ação de Graças.) esta ideia foi rapidamente substituída por um título que representaria a força e a presença que os membros sentiam que cercava o grupo.

## Músicas
A maior parte do álbum é composta exclusivamente por Page e Plant. Isto pode ser explicado pelo fato de a maioria das músicas foram formuladas em Malibu, onde Page (mas não Bonham e Jones) se juntou a recuperação de Plant. Com Plant não totalmente reabilitado, Page tomou a responsabilidade de realizar o álbum. E sua produção domina todo o álbum.
Tanto Page e Plant tinham planejado este álbum como um retorno ao hard rock, como o seu primeiro álbum, mas em um novo nível de complexidade. Ela marcou uma mudança de rumo do Led Zeppelin ao som mais simples. Considerando que os álbuns anteriores continham hard rock junto com baladas acústicas. Presence é o único estúdio álbum que não utiliza nenhum teclado e nenhuma faixa acústica (pode se ouvir apenas um violão em "Candy Store Rock").
A ênfase na mudança de estilo seu deu pela situação conturbada que vivia a banda ao retornar as gravações, tal como Page declarou:
Eu acho que foi um reflexo da ansiedade e emoção daquele período. Tem muita espontaneidade naquele álbum. Nós começamos com quase nada e tudo foi aparecendo.
Plant tem uma visão parecida:
Foi um grito de sobrevivência. Não haverá outro álbum como esse. Foi um grito bem do fundo... a única coisa que poderíamos fazer...
Em contraste com os álbuns anteriores, que continha várias faixas tocadas ao vivo, apenas duas faixas do presence foram tocadas ao vivo enquanto a banda era ativa. "Achilles Last Stand" e "Nobody's Fault But Mine" foram incluídas no set para a turnê de 77 e permaneceram até os últimos shows dos anos 80.
Algumas das guitarras de "Since I’ve Been Loving You" foram incorporadas em "Tea for One", mas a música em si nunca foi tocada, exceto por Page e Plant na turnê pelo Japão em 1996. "For Your Life" foi tocada no tributo a Ahmet Ertegün em 10 de dezembro de 2007.

## Design gráfico do álbum
A capa e o encarte deste álbum, criados por Hipgnosis, apresentam várias imagens de pessoas interagindo com um objeto negro na forma de um obelisco. No interior do álbum o obelisco é chamado simplesmente de "The Object" e representa a força e presença do Led Zeppelin. Nas notas do Led Zeppelin remasters, Jimmy Page explica:
"O álbum não tinha um título provisório". O designer da capa disse "Quando eu penso em vocês, eu sempre penso em poder e força. Tem uma clara presença aqui. E foi assim. Ele queria chamar de Obelisco. Para mim, era mais importante o que estava por trás do obelisco. Essa capa é muito irônica, para ser honesto. Meio que uma brincadeira com o filme 2001. Eu achei muito divertido".
O fundo usado na capa é de uma marina artificial instalada dentro do London's Earl's Court Arena para o anual Earl's Court Boat Show que aconteceu no inverno de 74-75. É o mesmo local onde a banda fez uma série de concertos em maio de 75
Em 1977 o álbum foi nomeado para um Grammy Award na categoria de melhor capa.

## Lançamento e Crítica
| Críticas profissionais        | Críticas profissionais |
| Avaliações da crítica         | Avaliações da crítica  |
| Fonte                         | Avaliação              |
| ----------------------------- | ---------------------- |
| Allmusic                      | [ 3 ]                  |
| Entertainment Weekly          | "C+"                   |
| Rolling Stone                 | (misto)                |
| Robert Christgau              | "B"                    |
| The Rolling Stone Album Guide | [ 7 ]                  |

O álbum foi lançado dia 31 de março de 1976, depois de ter sido adiado para fazer a capa. Na Grã-Bretanha teve um recorde de encomendas, já sendo disco de ouro no dia de seu lançamento. Nos Estados Unidos o álbum chegou a número 1 nas paradas da billboard em duas semanas.
O álbum não vendeu tanto quanto os anteriores e ficou subestimado.
O álbum não tem a mesma diversidade dos anteriores, mas no quesito energia é um soco bem forte, é uma das mais potentes performances da banda. Este álbum também é um triunfo de Jimmy Page. Sua produção e estilo de guitarra tem uma urgência e paixão que refletem o período conturbado que a banda enfrentava. Presence é Led Zeppelin com as costas na parede.
O álbum recebeu certificado pela RIAA pela venda de 3.000.000 de copias.

## Desempenho nas paradas musicais
| Chart (1976)                              | Posições no rank |
| ----------------------------------------- | ---------------- |
| Japanese Albums Chart                     | 2                |
| Norwegian Albums Chart                    | 4                |
| UK Albums Chart                           | 1                |
| US Cash Box Top 100 Albums Chart          | 1                |
| US Record World Top Pop Albums Chart      | 1                |
| Swedish Albums Chart                      | 8                |
| US Billboard The 200 Albums Chart         | 1                |
| Canadian RPM Top 100 Albums Chart         | 16               |
| New Zealand Top 50 Albums Chart           | 8                |
| German Albums Chart                       | 27               |
| Spanish Albums Chart                      | 7                |
| French Albums Chart                       | 5                |
| Australian Kent Music Report Albums Chart | 4                |

## Alinhamento de faixas
| Lado 1 |                       |                                            |         |  |
| N.º    | Título                | Compositor(es)                             | Duração |  |
| 1.     | "Achilles Last Stand" | Jimmy Page e Robert Plant                  | 10:23   |  |
| 2.     | "For Your Life"       | Page e Plant                               | 6:21    |  |
| 3.     | "Royal Orleans"       | Page, Plant, John Paul Jones e John Bonham | 2:59    |  |

| Lado 2         |                           |                |         |  |
| N.º            | Título                    | Compositor(es) | Duração |  |
| 1.             | "Nobody's Fault But Mine" | Page e Plant   | 6:28    |  |
| 2.             | "Candy Store Rock"        | Page e Plant   | 4:07    |  |
| 3.             | "Hots On for Nowhere"     | Page e Plant   | 4:43    |  |
| 4.             | "Tea for One"             | Page e Plant   | 9:27    |  |
| Duração total: | Duração total:            | Duração total: | 44:25   |  |

## Créditos
Led Zeppelin
- Jimmy Page - Guitarra, violão, produtor
- Robert Plant - Vocal, harmônica
- John Bonham - Bateria, percussão
- John Paul Jones - Baixo

Produção
- Peter Grant - Produtor, produtor executivo
- Barry Diament - Masterização
- Keith Harwood - Engenheiro, mixagem
- Jeremy Gee - Engenheiro